# Badminton-Junioreneuropameisterschaft 1973
Die Badminton-Junioreneuropameisterschaft 1973 fand vom 19. bis zum 21. April 1973 in Edinburgh statt.

## Medaillengewinner
| Disziplin    | Gold                             | Silber                              | Bronze                                |
| ------------ | -------------------------------- | ----------------------------------- | ------------------------------------- |
| Herreneinzel | Jesper Helledie                  | Petter Thoresen                     | Willy Nilsson                         |
| Herreneinzel | Jesper Helledie                  | Petter Thoresen                     | Christian Lundberg                    |
| Dameneinzel  | Mette Myhre                      | Anette Börjesson                    | Els van Eeuwijk                       |
| Dameneinzel  | Mette Myhre                      | Anette Börjesson                    | Kathleen Whiting                      |
| Herrendoppel | Stefan Karlsson Willy Nilsson    | Jesper Helledie Jacob Dynnes Hansen | Gordon Hamilton Alan Gilliland        |
| Herrendoppel | Stefan Karlsson Willy Nilsson    | Jesper Helledie Jacob Dynnes Hansen | Christian Lundberg Claes Nordin       |
| Damendoppel  | Anne Forrest Kathleen Whiting    | Mette Myhre Susanne Berg            | Marianne Christensen Susanne Johansen |
| Damendoppel  | Anne Forrest Kathleen Whiting    | Mette Myhre Susanne Berg            | Kathleen Redhead Debbie Kirby         |
| Mixed        | Jesper Helledie Susanne Johansen | Hans Olaf Birkholm Mette Myhre      | Hans Hjulmand Susanne Berg            |
| Mixed        | Jesper Helledie Susanne Johansen | Hans Olaf Birkholm Mette Myhre      | Alan Gilliland Christine Heatly       |

## Resultate

### Halbfinale
| Disziplin    | Sieger                              | Finalist                              | Ergebnis           |
| ------------ | ----------------------------------- | ------------------------------------- | ------------------ |
| Herreneinzel | Jesper Helledie                     | Willy Nilsson                         | 15–10, 15–9        |
| Herreneinzel | Petter Thoresen                     | Christian Lundberg                    | 15–11, 15–12       |
| Dameneinzel  | Mette Myhre                         | Kathleen Whiting                      | 11–2, 11–7         |
| Dameneinzel  | Anette Börjesson                    | Els van Eeuwijk                       | 11–7, 11–6         |
| Herrendoppel | Stefan Karlsson Willy Nilsson       | Alan Gilliland Gordon Hamilton        | 15–9, 18–13        |
| Herrendoppel | Jacob Dynnes Hansen Jesper Helledie | Christian Lundberg Claes Nordin       | 10–15, 15–5, 18–14 |
| Damendoppel  | Mette Myhre Susanne Berg            | Debbie Kirby Kathleen Redhead         | 15–3, 15–9         |
| Damendoppel  | Anne Forrest Kathleen Whiting       | Marianne Christensen Susanne Johansen | 18–15, 1–15, 15–6  |
| Mixed        | Jesper Helledie Susanne Johansen    | Hans Hjulmand Susanne Berg            | 15–4, 15–18, 15–10 |
| Mixed        | Hans Olaf Birkholm Mette Myhre      | Alan Gilliland Christine Heatly       | 10–15, 15–4, 15–5  |

### Finale
| Disziplin    | Sieger                           | Finalist                            | Ergebnis           |
| ------------ | -------------------------------- | ----------------------------------- | ------------------ |
| Herreneinzel | Jesper Helledie                  | Petter Thoresen                     | 15–1, 15–7         |
| Dameneinzel  | Mette Myhre                      | Anette Börjesson                    | 1–11, 12–9, 11–6   |
| Herrendoppel | Stefan Karlsson Willy Nilsson    | Jacob Dynnes Hansen Jesper Helledie | 15–9, 15–12        |
| Damendoppel  | Anne Forrest Kathleen Whiting    | Mette Myhre Susanne Berg            | 15–10, 7–15, 18–14 |
| Mixed        | Jesper Helledie Susanne Johansen | Hans Olaf Birkholm Mette Myhre      | 15–8, 15–10        |